# Hünstetten
Hünstetten est une commune de Hesse (Allemagne), située dans l'Arrondissement de Rheingau-Taunus, dans le district de Darmstadt.